# 磯部夏紀
磯部 夏紀（いそべ なつき、1990年9月1日 - ）は栃木県出身の元女子バスケットボール選手である。ポジションはセンター。

## 人物
桜花学園高校卒業後の2009年、アイシンAWに入社。

## 経歴
- 桜花学園高校 - アイシン（2009年〜2015年[1]）